# Windows Essential Business Server
Windows Essential Business Server 2008 (nombre en clave Centro)  fue un servidor de Microsoft previsto ofrecer a las empresas de tamaño medio (hasta un máximo de 300 usuarios y/o dispositivos). Su desarrollo se completó el 16 de septiembre de 2008 y fue oficialmente lanzado el 12 de noviembre de 2008. Fue descontinuado el 30 de junio de 2010.

## Descripción
De acuerdo con Microsoft, Essential Business Server ofrece una sola consola de administración/gestión, a través del cual el cobro de los clientes y los servidores administrados se puede supervisar y controlar. El software de terceros también puede utilizar la misma consola para presentar una interfaz de administración para su software. CA Technologies y Symantec utilizaron la consola de administración para sus productos, CA ARCserve Backup, Backup Exec y los productos de Symantec Endpoint Protection, respectivamente. Essential Business Server también incluye Microsoft Remote Web Workplace, una función out-of-the-box que le permite fácilmente configurar acceso remoto de seguridad mejorada a los equipos de cliente de la empresa y Outlook Web App.